# Zé Ricardo
Zé Ricardo (Rio de Janeiro, 5 juni 1971) is een Braziliaans voetbaltrainer.

## Carrière
Hij heeft als trainer bij diverse Braziliaanse clubs gewerkt zoals CR Flamengo, CR Vasco da Gama, Botafogo FR, SC Internacional en Cruzeiro EC.